# 韃靼勒尼鄉
46°42′N 27°58′E / 46.700°N 27.967°E
韃靼勒尼鄉（羅馬尼亞語：Comuna Tătărăni, Vaslui），是羅馬尼亞的鄉份，位於該國東北部，由瓦斯盧伊縣負責管轄，面積78平方公里，海拔高度126米，2007年人口2,473，人口密度每平方公里32人。